# Квакман, Дейв
Дейв Квакман (нидерл. Dave Kwakman; род. 7 августа 2004, Волендам, Северная Голландия) — нидерландский футболист, полузащитник клуба АЗ.

## Клубная карьера
Квакман — воспитанник клубов «Волендам» и АЗ. 5 сентября 2022 года в поединке против «Дордрехта» он дебютировал в Эрстедивизи в составе «дублёров» последних. 20 августа 2023 года в матче против «Валвейка» он дебютировал в Эредивизи за основной состав. 
20 января 2025 года до конца сезона перешёл на правах аренды в «Гронинген». 25 января дебютировал за  клуб в матче Эредивизи против «Херенвена», выйдя на замену вместо Йохана Хове на 84-й минуте.